# Gordon-Keeble

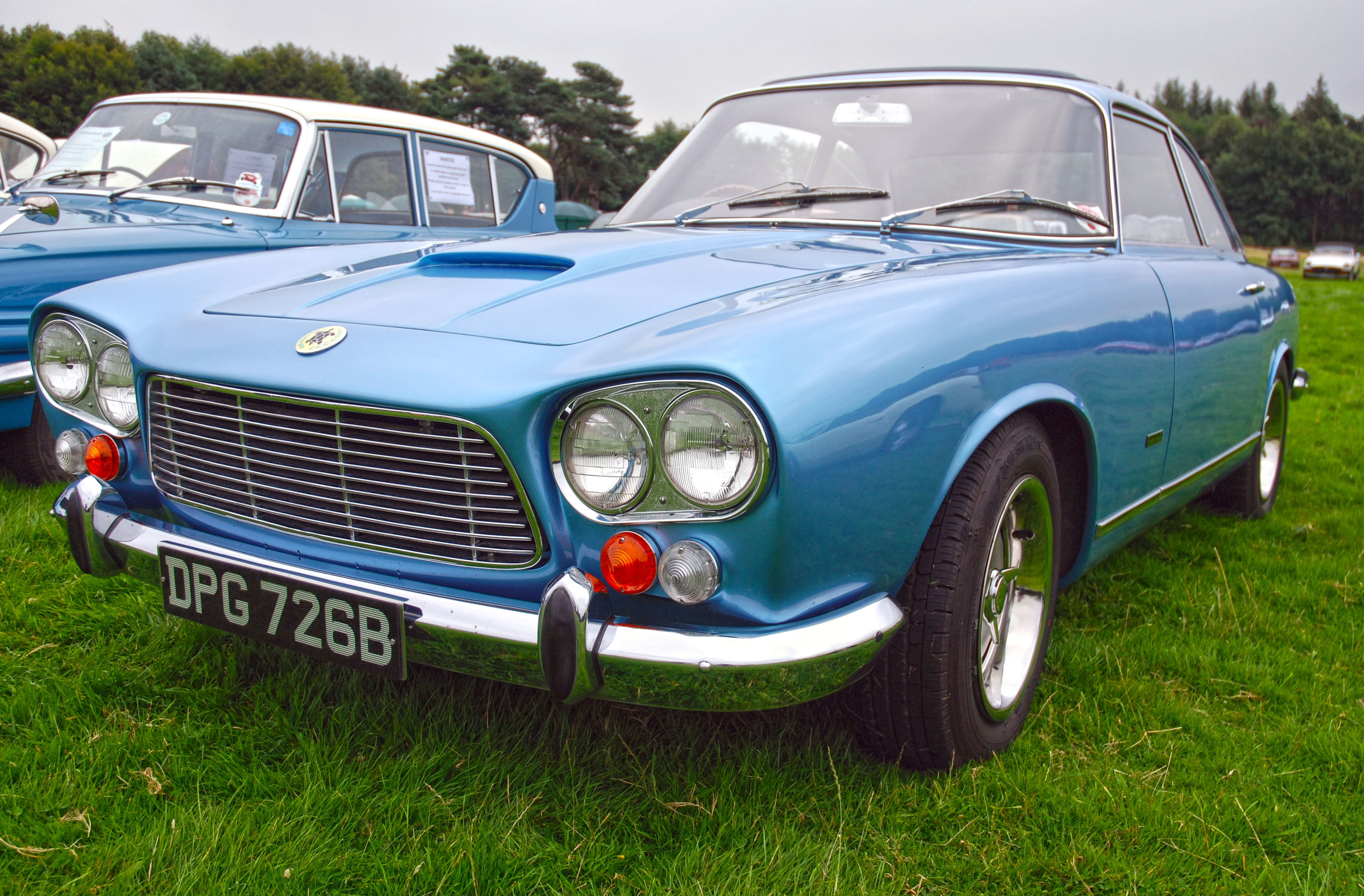
Gordon-Keeble GT

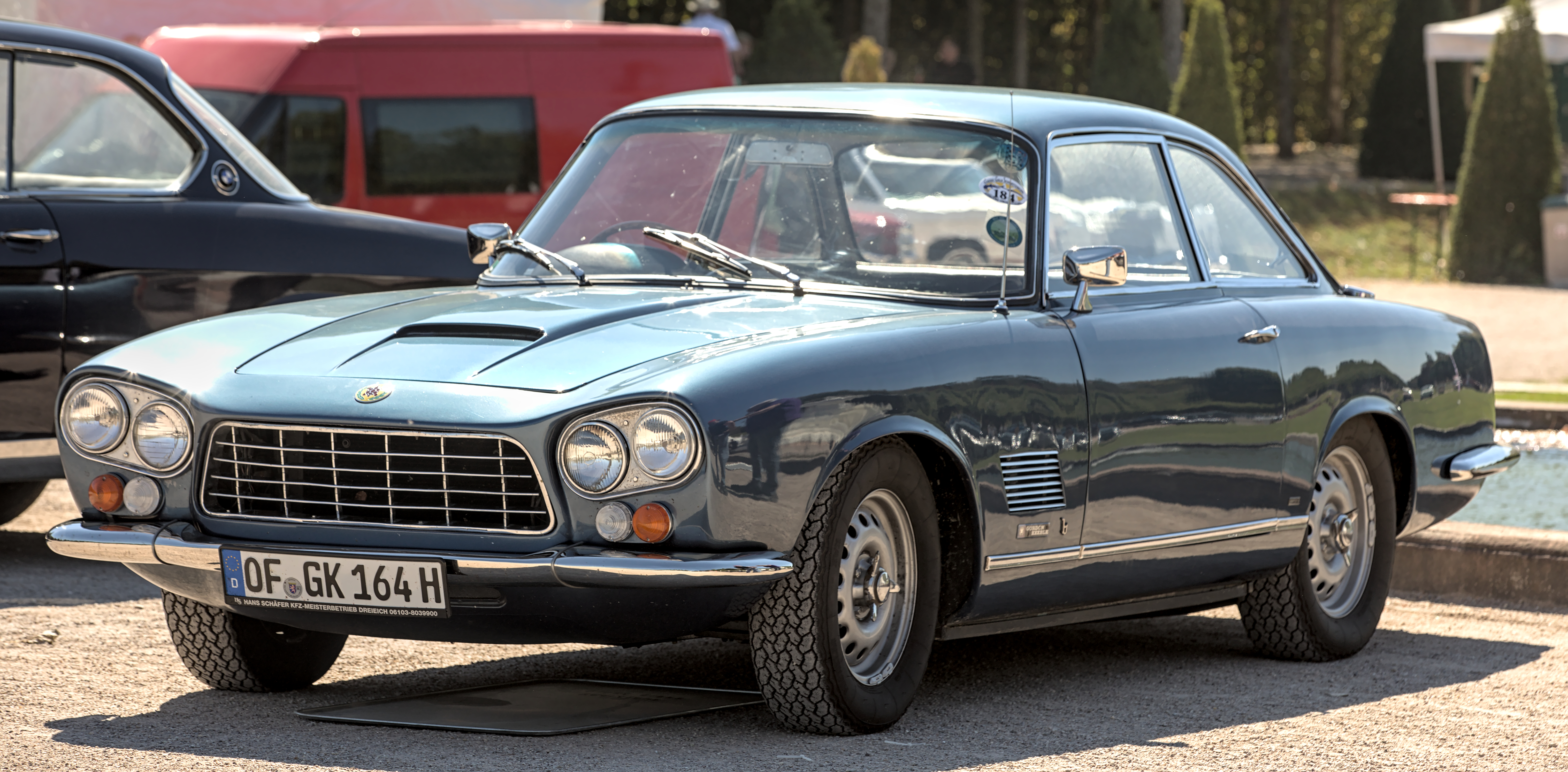
Gordon-Keeble

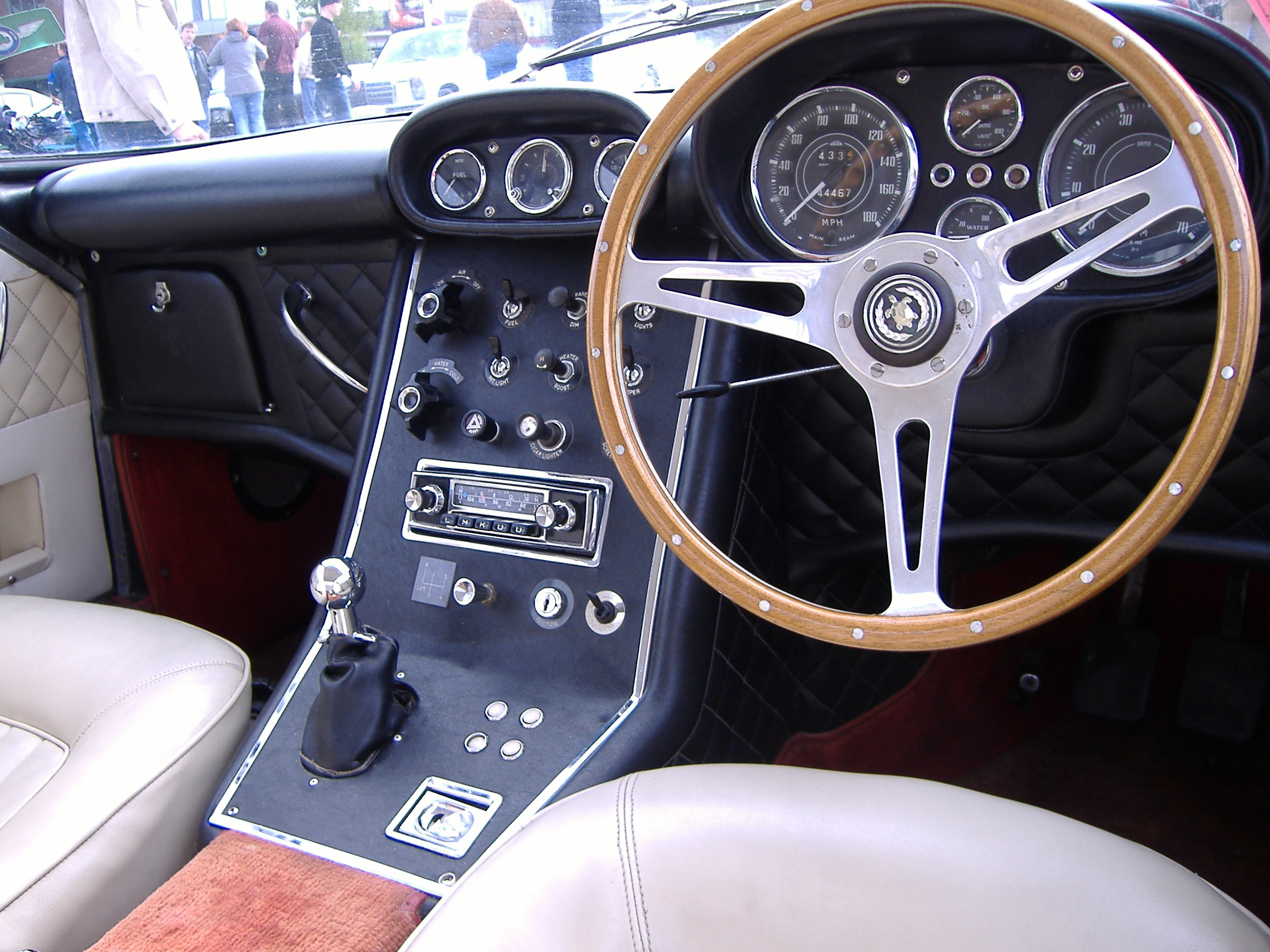
Cockpit

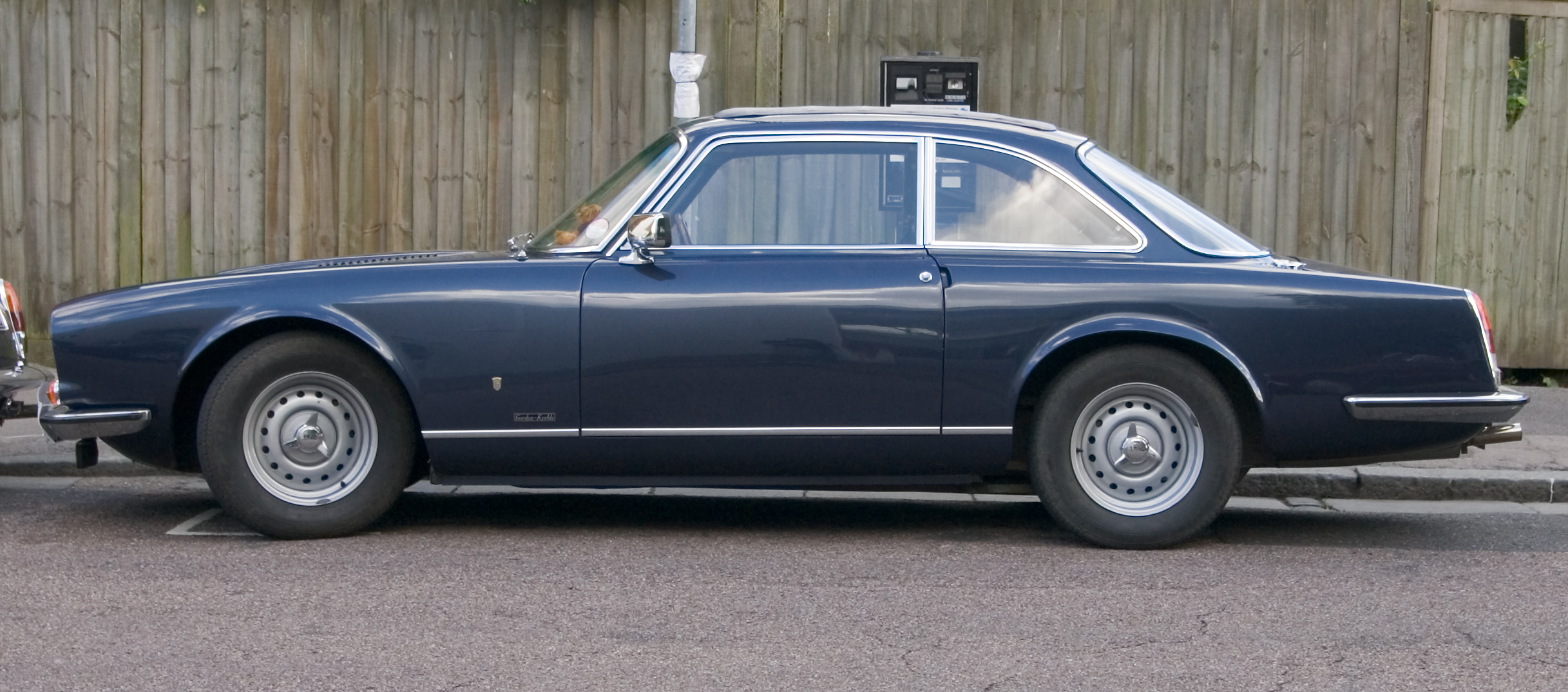
Seitenansicht

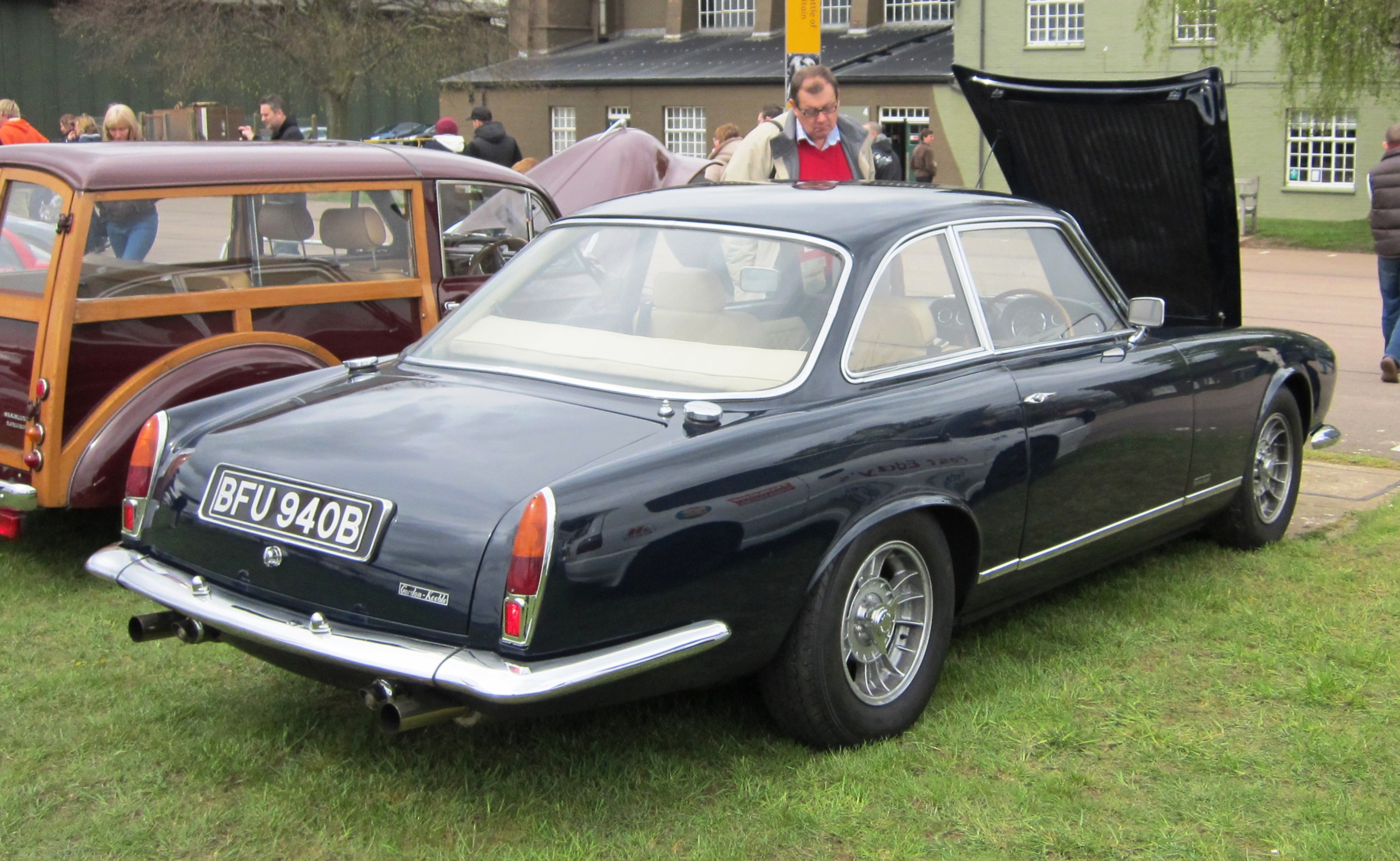
Heckansicht

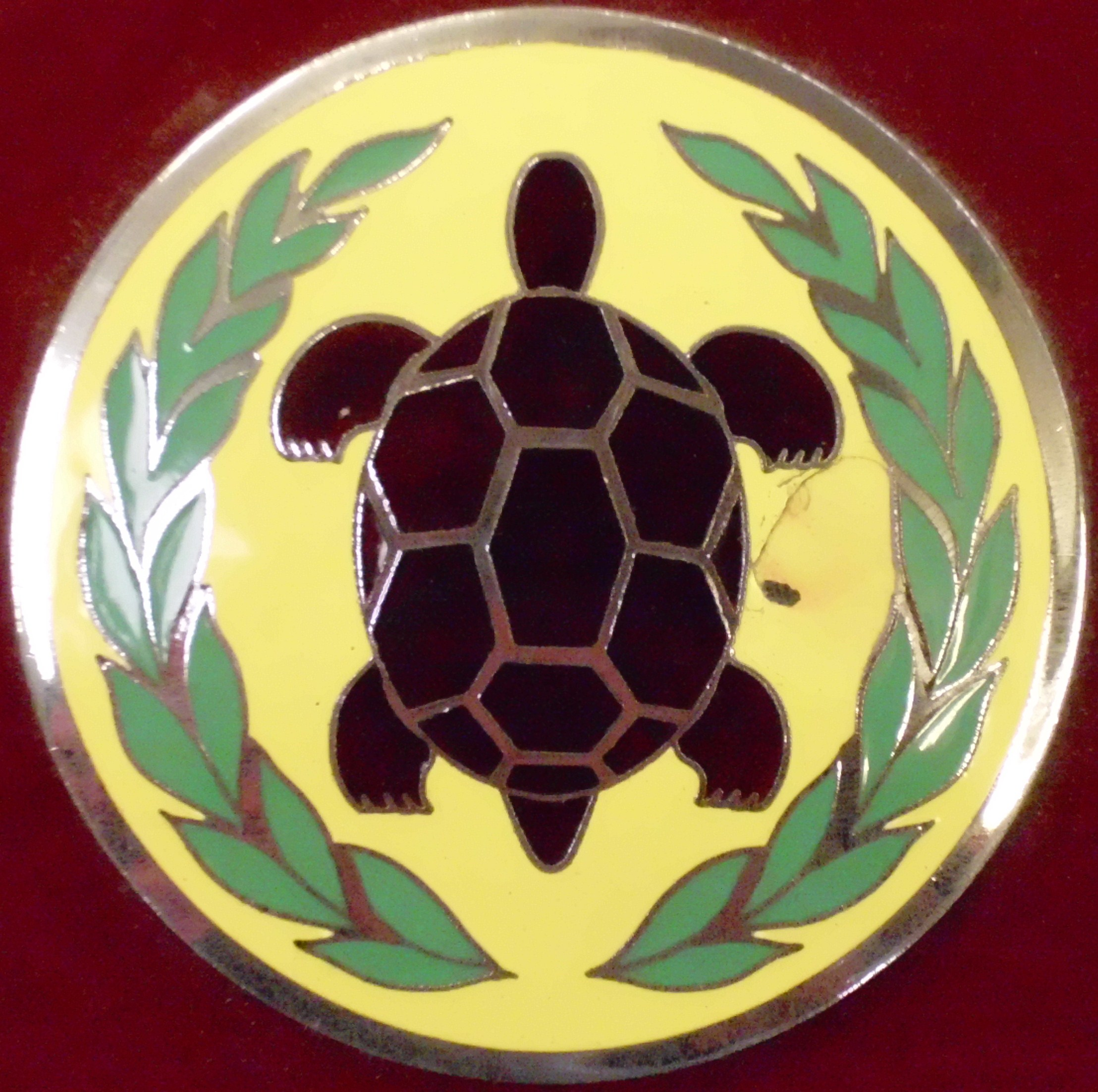
Emblem

Gordon-Keeble war ein britischer Automobilhersteller, der erst in Slough, dann in Eastleigh und schließlich in Southampton (alle in England) zwischen 1963 und 1967 PKWs herstellte. Markenzeichen war eine Schildkröte.

## Beschreibung
Der Gordon-Keeble entstand, als John Gordon – früher beim Automobilhersteller Peerless beschäftigt – und Jim Keeble 1959 zusammenfanden, um den Gordon GT herzustellen, indem sie eine Buick-3,5-Liter-V8-Maschine in ein Peerless-Chassis montierten. Das Auto – immer noch im Entwicklungsstadium – wurde dann getestet. Es hatte einen Chevrolet-V8-Motor in einem elektrisch verschweißten Fahrgestell aus Rechteckrohren mit Einzelradaufhängung vorn an zwei ungleich langen Dreiecksquerlenkern mit Schraubenfedern und eine Marles-Schneckenlenkung.
Rundum waren Scheibenbremsen eingebaut. Hinten erhielt der Gordon-Keeble eine De-Dion-Achse mit vier Längslenkern, einem Wattgestänge zur Seitenführung und Schraubenfedern. Das rollfähige Fahrgestell wurde dann nach Turin geschickt, wo Bertone eine von Giugiaro gezeichnete Karosserie aus Stahlblech aufbaute. Die vier 5"-Scheinwerfer des Autos wurden so angeordnet, dass der Wagen einen „Mongolenblick“ hatte – eine Anordnung, die nur noch von wenigen anderen Herstellern wie Rolls-Royce und Triumph verwendet wurde.
Das fertiggestellte Auto wurde auf dem Bertone-Stand auf dem Genfer Auto-Salon 1960 ausgestellt. Bei seiner Präsentation hieß das Fahrzeug Gordon GT. Nach umfangreicher Straßenerprobung schickte man den Wagen nach Detroit und zeigte ihn der Chevrolet-Geschäftsleitung, die sich damit einverstanden erklärte, 4,6-Liter-V8-Motoren und Getriebe der Corvette für die Produktion zu liefern.
Die Konstruktion wurde dann für die Produktion vorbereitet. Sie erhielt den größeren 5,4-Liter-Motor aus der Corvette  und eine Karosserie aus glasfaserverstärktem Kunststoff (GFK). Es gab Probleme mit Zulieferern; noch vor dem offiziellen Produktionsbeginn ging das Geld aus und das Unternehmen musste die Zahlungsunfähigkeit erklären. Eine Nullserie von etwa 90 Autos wurde zum Preis von 2798 Pfund (heute ca. 52.200 Euro) verkauft.
1965 kauften Harold Smith und Geoffrey West das Unternehmen auf und ließen es als Keeble Cars Ltd. eintragen. Die Produktion wurde aufgenommen, aber nur für kurze Zeit. Das letzte Fahrzeug dieser Periode wurde 1966 hergestellt. Ein weiterer Wagen wurde 1967 aus Ersatzteilen aufgebaut, wodurch die Gesamtzahl aller produzierten Gordon-Keeble auf genau 100 stieg.
Ein weiterer Versuch durch De Bruyne Motor, die Produktion 1968 wieder anlaufen zu lassen, scheiterte.

## Sonstiges
In der englischen Kriminalfilmserie Waking the Dead – Im Auftrag der Toten stellt in einer Folge ein Gordon-Keeble eine wichtige Spur dar.